# Elleanthus
Elleanthus es un género que tiene 112 especies de orquídeas, de la tribu Sobralieae perteneciente a la familia Orchidaceae. 

## Hábitat
Es nativo de América tropical en la región de la Cordillera de los Andes.

## Descripción
Son plantas terrestres o epífitas con raíz carnosa similar al género Sobralia. El género se caracteriza por tener un tallo simple o ramificado con hojas lineares a lanceoladas. Tienen inflorescencias terminales con un conjunto a racimo con brácteas florales que generalmente son más grandes que las flores, las cuales son pequeñas y tubulares con una labio que es más grande que los sépalos que tienen una base cóncava que contienen una o dos polinias que lleva a la columna que tiene ocho polinias. El género necesita de gran humedad por lo que vive en los bosques húmedos.

## Especies deElleanthus
- Elleanthus amethystinoides  Garay 1978
- Elleanthus amethystinus  (Rchb.f. & Warsz.) Rchb.f. 1862
- Elleanthus ampliflorus  Schltr. 1924
- Elleanthus aristatus  Garay 1978
- Elleanthus arpophyllostachys  (Rchb.f.) Rchb.f. 1862
- Elleanthus asplundii  Garay 1978
- Elleanthus aurantiacus  (Lindl.) Rchb.f. 1863
- Elleanthus aureus  (Poepp. & Endl.) Rchb.f. (1863)
- Elleanthus auriculatus  Garay 1978
- Elleanthus bifarius  Garay 1978
- Elleanthus blatteus  Garay 1978
- Elleanthus bogotensis  Schltr. 1924
- Elleanthus bonplandii  (Rchb.f.) Rchb.f. 1863
- Elleanthus bradeorum  Schltr. 1923
- Elleanthus brasiliensis  (Lindl.) Rchb.f.  1862
- Elleanthus capitatellus  Dressler 2004
- Elleanthus capitatus  (Poepp. & Endl.) Rchb.f. 1862
- Elleanthus caravata  (Aubl.) Rchb.f. 1881
- Elleanthus caricoides  Nash 1907
- Elleanthus carinatus  Dressler & Bogarín (2010)
- Elleanthus caroli  Schltr. 1921
- Elleanthus caveroi D.E.Benn. & Christenson 1998
- Elleanthus cinnabarinus  Garay 1969
- Elleanthus columnaris  (Lindl.) Rchb.f. 1863
- Elleanthus condorensis  Dodson 1994
- Elleanthus confusus  Garay 1978
- Elleanthus congestus  Schltr. 1924
- Elleanthus conifer  (Rchb.f. & Warsz.) Rchb.f. 1862
- Elleanthus cordidactylus  Ackerman 1987
- Elleanthus coriifolius  (Rchb.f. ex Linden) Rchb.f. 1862
- Elleanthus crinipes  Rchb.f. 1881
- Elleanthus decipiens  Dressler 2004
- Elleanthus discolor  (Rchb.f. & Warsz.) Rchb.f. 1862
- Elleanthus dussii  Cogn. 1910
- Elleanthus ecuadorensis  Garay 1978
- Elleanthus ensatus  (Lindl.) Rchb.f. 1863
- Elleanthus escobarii  Dodson 1996
- Elleanthus flavescens  (Lindl.) Rchb.f. 1862
- Elleanthus formosus  Garay 1978
- Elleanthus fractiflexus  Schltr. 1921
- Elleanthus furfuraceus  (Lindl.) Rchb.f. 1862
- Elleanthus gastroglottis  Schltr. 1921
- Elleanthus glaucophyllus  Schltr. 1910
- Elleanthus glomera  Garay 1978
- Elleanthus gracilis  (Rchb.f.) Rchb.f. 1863
- Elleanthus graminifolius  (Barb.Rodr.) Løjtnant 1977
- Elleanthus grandiflorus  Schltr. 1920
- Elleanthus haematoxanthus  (Rchb.f. ex Linden) Rchb.f. 1863
- Elleanthus hirsutis  Barringer 1987
- Elleanthus hirtzii  Dodson (1994)
- Elleanthus hookerianus  (Barb.Rodr.) Garay 1978
- Elleanthus hymenophorus  (Rchb.f.) Rchb.f. 1862
- Elleanthus isochiloides  Løjtnant (1977)
- Elleanthus jimenezii  (Schltr.) C.Schweinf. 1937
- Elleanthus kalbreyeri  Garay (1968)
- Elleanthus kermesinus  (Lindl.) Rchb.f. 1862
- Elleanthus killipii  Garay 1978
- Elleanthus koehleri  Schltr. 1912
- Elleanthus laetus  Schltr. 1924
- Elleanthus lancifolius  C.Presl 1827 - especie tipo -
- Elleanthus lateralis  Garay 1978
- Elleanthus laxifoliatus  Schltr. 1921
- Elleanthus leiocaulon  Schltr. 1924
- Elleanthus lentii  Barringer 1985
- Elleanthus ligularis  Dressler & Bogarín 2007
- Elleanthus linifolius  C.Presl 1827
- Elleanthus longibracteatus  (Lindl. ex Griseb.) Fawc. 1893
- Elleanthus maculatus  (Lindl.) Rchb.f. 1863
- Elleanthus magnicallosus  Garay 1953
- Elleanthus malpighiiflorus  Carnevali & G.A.Romero 2000
- Elleanthus muscicola  Schltr. 1923
- Elleanthus myrosmatis  (Rchb.f.) Rchb.f. 1862
- Elleanthus norae  Garay & Dunst. 1976
- Elleanthus oliganthus  (Poepp. & Endl.) Rchb.f. 1863
- Elleanthus pastoensis  Schltr. 1924
- Elleanthus petrogeiton  Schltr. 1921
- Elleanthus phorcophyllus  Garay 1978
- Elleanthus poiformis  Schltr. 1923
- Elleanthus porphyrocephalus  Schltr. 1921
- Elleanthus purpureus  (Rchb.f.) Rchb.f. 1862
- Elleanthus reichenbachianus  Garay 1978
- Elleanthus rhizomatosus  Garay 1978
- Elleanthus rhodolepis  (Rchb.f.) Rchb.f. 1863
- Elleanthus robustus  (Rchb.f.) Rchb.f. 1862
- Elleanthus roseus  Schltr. 1921
- Elleanthus ruizii  (Rchb.f.) Rchb.f. 1850
- Elleanthus scharfii  Dodson 1994
- Elleanthus scopula  Schltr. 1912
- Elleanthus setosus  Schltr. 1922
- Elleanthus smithii  Schltr. 1920
- Elleanthus sodiroi  Schltr. 1916
- Elleanthus sphaerocephalus  Schltr. 1924
- Elleanthus steyermarkii  Barringer 1987
- Elleanthus stolonifer  Barringer 1985
- Elleanthus strobilifer  (Poepp. & Endl.) Rchb.f. 1863
- Elleanthus tandapianus  Dodson 1994
- Elleanthus teotepecensis  Soto Arenas 1986
- Elleanthus tillandsioides  Barringer 1985
- Elleanthus tonduzii  Schltr. 1910
- Elleanthus tovarensis  Ames 1922
- Elleanthus tricallosus  Ames & C.Schweinf. 1925
- Elleanthus ventricosus  Schltr. 1917
- Elleanthus venustus  Schltr. 1924
- Elleanthus vernicosus  Garay 1978
- Elleanthus vinosus  Schltr. 1924
- Elleanthus vitellinus  Garay 1978
- Elleanthus wageneri  (Rchb.f.) Rchb.f. 1862
- Elleanthus wallnoeferi  Szlach. 1996
- Elleanthus weberbauerianus  Kraenzl. 1916
- Elleanthus wercklei  Schltr. 1923
- Elleanthus yungasensis  Rolfe ex Rusby 1895